# Novoselîțea, Starokosteantîniv
Novoselîțea (în ucraineană Новоселиця) este un sat în comuna Mîroliubne din raionul Starokosteantîniv, regiunea Hmelnîțkîi, Ucraina.

## Demografie
Componența lingvistică a localității Novoselîțea
     Ucraineană (99,24%)
     Alte limbi (0,76%)
Conform recensământului din 2001, majoritatea populației localității Novoselîțea era vorbitoare de ucraineană (99,24%), existând în minoritate și vorbitori de alte limbi.